# Komsomolskij (Republika Komi)
Komsomolskij – osiedle typu miejskiego w Rosji, w Republice Komi. W 2010 roku liczyło 1047 mieszkańców.